# Hohe Straße 13 (Coburg)

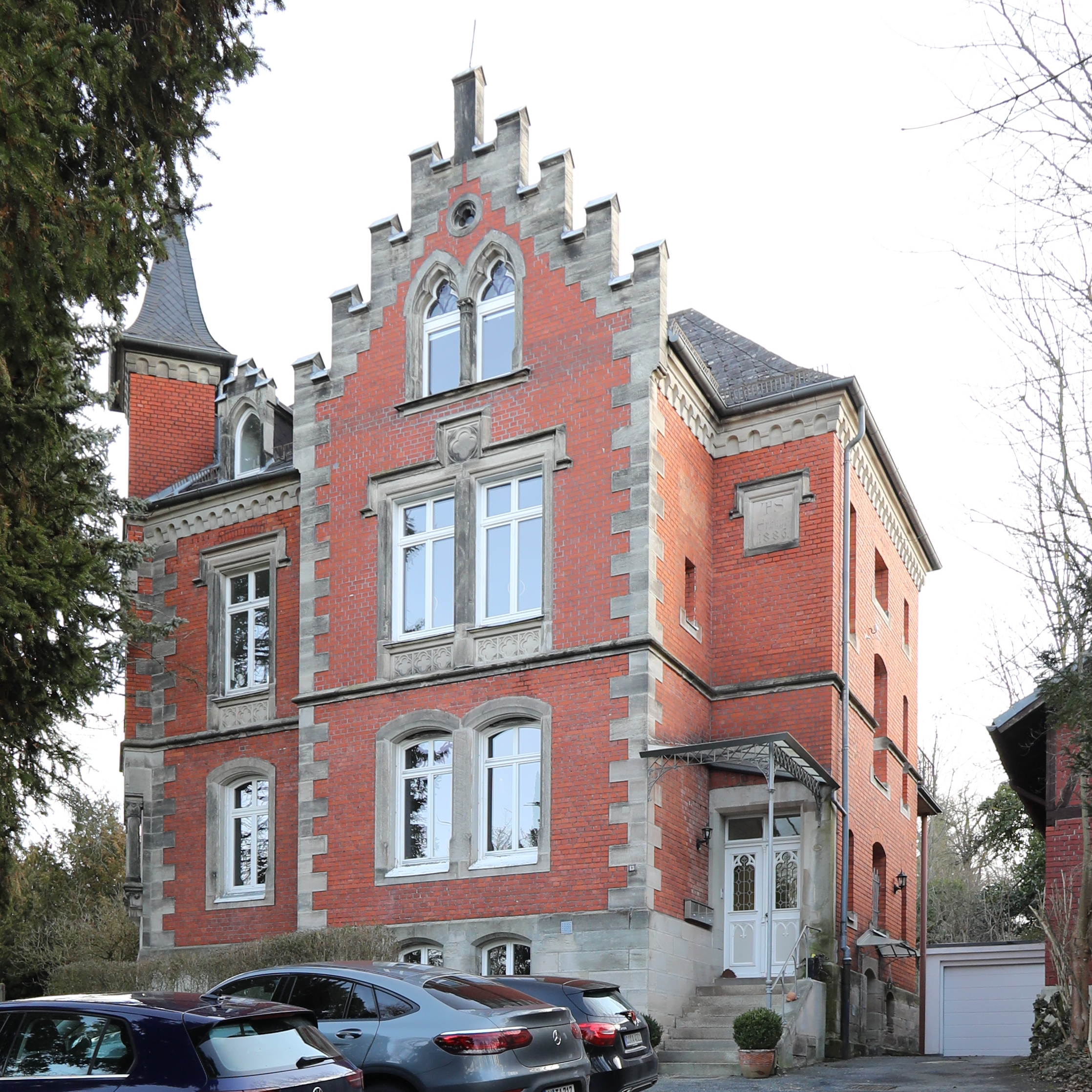
Hohe Straße 13 in Coburg

Die Villa Hohe Straße 13 steht in der oberfränkischen Stadt Coburg. Das denkmalgeschützte, zweieinhalbgeschossige Walmdachgebäude wurde 1886 im neugotischen Stil errichtet.

## Geschichte
Im Jahr 1872 ließ Friedrich Schlegelmilch auf dem Grundstück eine Fabrik für chemische Schutzfarben errichten. 1886 veranlasste seine Witwe Thekla den Abbruch der Gebäude und den Bau einer Villa.

## Architektur
Das giebelständige Gebäude steht in leichter Hanglage südöstlich vom Coburger Zentrum am Glockenberg. Östlich befindet sich der Friedhof am Glockenberg.
Die Fassade des neugotisch gestalteten Hauses besteht aus zwei Geschossen in Ziegeln mit Sandsteingliederungen und dem Kellergeschoss aus Sandsteinquadermauerwerk. Den Abschluss bildet ein schiefergedecktes Walmdach mit der Dachtraufe über einem umlaufenden Blendbogenfries. Kellergeschoss und Hochparterre haben Segmentbogenfenster, das Obergeschoss hat rechteckige Fenster.
Die Fenster der Straßenfront an der Westseite  sind mit Sandstein eingerahmt und tragen im Obergeschoss eine rechtwinkelige Verdachung. Ein zweiachsiger, breiter Risalit mit einem Zinnengiebel und einer Doppelarkade mit Teilungssäule im Giebelfeld prägt die Straßenfront. An der nördlichen Fassadenkante steht ein turmartiger, flacher Eckerker, mit Quadermauerwerk im Erdgeschoss. Den Erker stützen Säulen mit Kapitellen. Beidseitig einer Hausgaube mit Staffelgiebel und Spitzbogenfenster. An der Südseite befindet sich der Eingang mit einem Treppenaufgang und einem Regendach mit gotisierenden Eisenstützen.
Die Südfront ist ohne Sandsteingliederungen ausgeführt. Die vierachsige Gartenfront an der Ostseite hat paarweise Fenster mit Sandsteinbrüstungen und drei hölzerne Hausgauben. Die Fenster der Nordfront sind wie bei der Straßenfront gestaltet. Ein zweiachsiger Eckrisalit gliedert diesen Abschnitt.